# Xã Hamilton, Quận Clare, Michigan
Xã Hamilton (tiếng Anh: Hamilton Township) là một xã thuộc quận Clare, tiểu bang Michigan, Hoa Kỳ. Năm 2010, dân số của xã này là 1.829 người.